# Allorchestes caprella
Allorchestes caprella är en kräftdjursart. Allorchestes caprella ingår i släktet Allorchestes och familjen Hyalellidae. Inga underarter finns listade i Catalogue of Life.